# Ундозерское сельское поселение
Ундозерское сельское поселение или муниципа́льное образова́ние «Ундозерское» — упразднённое муниципальное образование со статусом сельского поселения в Плесецком муниципальном районе Архангельской области. 
Соответствовало административно-территориальной единице в Плесецком районе — Ундозерскому сельсовету.
Административный центр — посёлок Ундозеро.
Законом Архангельской области от 26 апреля 2021 года № 412-25-ОЗ с 1 июня 2021 года упразднено в связи с преобразованием Плесецкого муниципального района в муниципальный округ.

## География
Ундозерское сельское поселение находится в западной части Плесецкого района Архангельской области. Крупнейшие озёра поселения: Ундозеро, Шардозеро, Сывтозеро, Слобода. Крупнейшие реки: Икса, Ундоша.

## История
Муниципальное образование было образовано в 2006 году.
В 1963—1965 годах Ундозерский сельсовет входил в состав Плесецкого сельского района.

## Население
| 2005 | 2010  | 2011  | 2012  | 2013  | 2014  | 2015 |
| ---- | ----- | ----- | ----- | ----- | ----- | ---- |
| 1058 | ↗1205 | ↗1216 | ↘1139 | ↘1083 | ↘1028 | ↘799 |
| 2016 | 2017  | 2018  | 2019  | 2020  | 2021  |      |
| ↘667 | ↘617  | ↗636  | ↘626  | ↗630  | ↗634  |      |

## Состав сельского поселения
| № | Населённый пункт | Тип населённого пункта          | Население |
| - | ---------------- | ------------------------------- | --------- |
| 1 | Гороховская      | деревня                         | →9        |
| 2 | Мезень           | деревня                         | →0        |
| 3 | Погост           | деревня                         | →1        |
| 4 | Скарлахта        | деревня                         | ↘23       |
| 5 | Ундозеро         | посёлок, административный центр | ↘739      |
| 6 | Янгоры           | посёлок                         | ↘94       |